# من عيوني (ألبوم)
من عيوني هو ألبوم المطربة االلبنانية ميريام فارس، صدر في عام 2011 وقد احتوى الألبوم على 10 أغاني.
الألبوم احتوى على أغنية مغربية وأغنية عراقية وأغاني خليجية، جعل هذا الألبوم من ميريام أكثر الفنانات نجاحا حينها بتنوع ألوان غنائها، وقد تصدر مبيعات العالم العربي لمدة لثلاث أشهر. بعد نفاذ النسخة الأولى من الألبوم، أطلقت ميريام فارس النسخة الثانية من الألبوم في 2012 حيث أضافت أغنية «القصايد»  

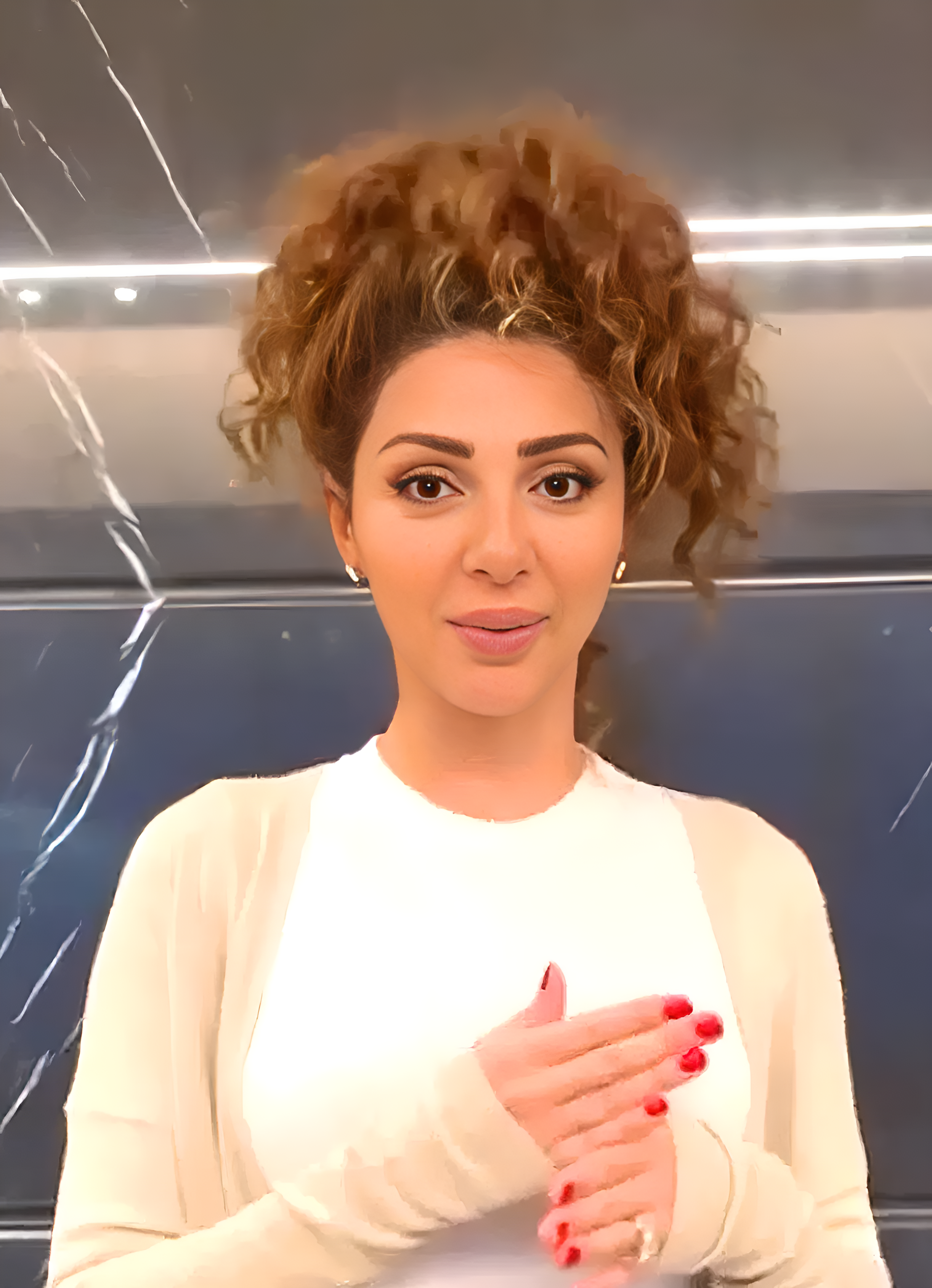
ميريام فارس صاحبة ألبوم من عيوني 2011

## الأغاني
- من عيوني
- اتلاح
- ارتاح
- اه يمه
- سيد الكل
- كثر الخيال
- خلاني
- ولع
- يا سارية
- القصايد (النسخة الثانية من الألبوم)

```
صورت من الألبوم ثلاث أغاني هم:
```

- من عيوني
- خلاني
- آه يمه
- القصايد